# Маини, Арджун
Арджун Маини (род. 10 декабря 1997, Бангалор, Индия) — индийский автогонщик. В сезонах 2018—2019 годов выступал в Формуле-2.

## Карьера
Маини начал свою гоночную карьеру в картинге в 2003 году, где выступал до 2013 года. Помимо прочего, выиграл чемпионат Индии среди юниоров в 2011 году. В 2011 году Маини принял участие в соревновании One From a Billion, организованном командой Формулы-1 Force India. Для участия в соревнованиях Force India искала талантливого молодого индийца, которого в течение следующих нескольких лет будет поддерживать гоночная команда Формулы-1. Маини выиграл соревнование и в результате принял участие в европейских картинговых гонках. 
В сезоне 2013 года Маини перешёл в формульные гонки. Он стартовал за команду Meritus в серии AsiaCup. Четыре раза финишировав на подиуме, закончил сезон на четвёртом месте. В сезоне 2014 года Маини выступал за команду Lanan Racing в чемпионате BRDC Формула-4. Он выиграл четыре гонки и вошел в финальный гоночный этап в качестве лидера чемпионата. Маини финишировал пятым, а его напарник по команде Джордж Расселл победил и завоевал титул. Он занял второе место в личном зачёте, отстав на три очка.
В сезоне 2015 года Маини принял участие в Toyota Racing Series в Индии. Начав участвовать в соревнованиях M2, Арджун выиграл две гонки и в общей сложности пять раз поднимался на подиум. Маини закончил сезон на четвёртом месте. Затем он выступал за команду Van Amersfoort Racing в чемпионате Европы Формулы-3 в сезоне 2015 года. Его лучшим результатом стало четвёртое место, и финишировал 18-м в личном зачёте. В сезоне 2016 года Маини перешёл в команду Threebond T-Sport в чемпионате Европы Формулы-3. Он покинул гоночную серию после четвёртого этапа и по итогам сезона занял 21-е место в личном зачёте, а вместо этого перешёл в серию GP3 в команду Jenzer Motorsport. Там Маини занял десятое место в личном зачёте, причём второе место стало его лучшим результатом. В сезоне GP3 2017 года Маини остался в Jenzer Motorsport. Он выиграл гонку и снова оказался на подиуме, заняв третье место. Арджун финишировал девятым в чемпионате. 
В сезоне 2018 года выступал за команду Trident Racing в Формуле-2. Он финишировал 16-м в турнирной таблице чемпионата. 
После того, как в сезоне 2021 года DTM перешла на регламент GT3, команда GetSpeed выставила машину Mercedes-AMG GT3. Её пилотировал Арджун Маини. В сезонах 2022—2023 годов он выступал за команду Haupt Racing Team.

## Личная жизнь
Отец Маини Гаутам Маини и его брат Куш Маини также являются автогонщиками.